# Anisodes illepidaria
Anisodes illepidaria là một loài bướm đêm trong họ Geometridae.